# 異世界チート開拓記
『異世界チート開拓記』（いせかいチートかいたくき）は、ファーストによる日本のライトノベル、及びそれを原作としたメディアミックス作品である。イラストは冬空実が担当している。2014年8月より小説投稿サイト「小説家になろう」にて『異世界ニート開拓記』のタイトルで連載されたが、2015年1月には同サイトの作者のアカウントおよび作品が削除された。その後上記のタイトルに改題してMノベルス（双葉社）より単行本として2015年3月から2017年4月まで刊行された。2017年6月からはモンスター文庫（双葉社）から文庫版が出版されている。『月刊アクション』（双葉社）にて、中村モリスによる本編のコミカライズが2020年1月号から2024年4月号まで連載。同誌の休刊に伴い、『マンガがうがう』（双葉社）へ2024年5月4日より移籍。2025年1月時点でシリーズ累計発行部数は47万部を突破している。

## あらすじ
前世で孤独死したニート男性が、中世のファンタジー風の魔法が存在する異世界に領主の息子・エニードとして転生し、村の開拓や冒険をしていく。

## 既刊一覧

### 小説
- ファースト（原作）・冬空実（イラスト） 『異世界チート開拓記』 双葉社〈Mノベルス〉、全5巻
  1. 2015年3月30日発売[9]、ISBN 978-4-575-23894-5
  2. 2015年8月29日発売[10]、ISBN 978-4-575-23916-4
  3. 2016年1月30日発売[11]、ISBN 978-4-575-23941-6
  4. 2016年6月30日発売[12]、ISBN 978-4-575-23972-0
  5. 2017年4月21日発売[13]、ISBN 978-4-575-24015-3
- ファースト（原作）・冬空実（イラスト） 『異世界チート開拓記』 双葉社〈モンスター文庫〉、既刊3巻（2018年2月28日現在）
  1. 2017年6月30日発売[14]、ISBN 978-4-575-75146-8
  2. 2017年9月30日発売[15]、ISBN 978-4-575-75163-5
  3. 2018年2月28日発売[16]、ISBN 978-4-575-75193-2

### 漫画
- ファースト（原作）・冬空実（キャラクター原案）・中村モリス（作画） 『異世界チート開拓記』 双葉社〈モンスターコミックス〉、既刊6巻（2025年1月30日現在）
  1. 2020年5月29日第一刷発行（5月30日発売[17]）、ISBN 978-4-575-41119-5
  2. 2020年11月16日第一刷発行（同日発売[18]）、ISBN 978-4-575-41173-7
  3. 2021年6月15日第一刷発行（同日発売[19]）、ISBN 978-4-575-41245-1
  4. 2022年4月15日第一刷発行（同日発売[20]）、ISBN 978-4-575-41399-1
  5. 2024年1月30日発売[21]、ISBN 978-4-575-41813-2
  6. 2025年1月30日発売[8]、ISBN 978-4-575-42069-2